# 104 км
104 км (104 километр) — железнодорожный разъезд (тип населённого пункта) в Томском районе Томской области России. Входит в состав Копыловского сельского поселения.

## География
Расстояние от населённого пункта до центра сельского поселения (пос. Копылово) — 7 км, до Томска — 24 км.

## История
В 1980-е годы в состав Копыловского сельского совета переданы из Семилуженского сельсовета 6 населённых пунктов: Конинино, Кусково, Постниково, Рассвет, 104 и 108 км ж/д.

## Население
| 2002 | 2008 | 2009 | 2010 | 2011 | 2012 |
| ---- | ---- | ---- | ---- | ---- | ---- |
| 4    | ↘3   | →3   | ↗4   | →4   | →4   |
| 2013 | 2014 | 2015 | 2021 |      |      |
| →4   | →4   | →4   | ↗7   |      |      |

По данным на 2019 год проживает 1 человек.

## Инфраструктура
Путевое хозяйство. Платформа 104 км железнодорожной ветки Томск—Белый Яр.

## Транспорт
Железная дорога.